# Shōsetsuka ni narō
Shōsetsuka ni narō (小説家になろう? lett. "Diventiamo romanzieri") è un sito web giapponese fondato il 2 aprile 2004 da Yūsuke Umezaki. Consente la pubblicazione in rete di romanzi amatoriali senza spese a carico né dei lettori né degli utenti che usufruiscono del servizio per il caricamento di contenuti. Il sito conta oltre 400.000 romanzi e circa 800.000 utenti iscritti, ricevendo più di un miliardo di visualizzazioni al mese.
Oltre un centinaio di serie di romanzi caricate sul sito sono state acquistate da vari editori. Tra di queste vi sono Log Horizon, pubblicata dal 2010 prima dell'edizione a cura di Enterbrain iniziata nel 2011, Re:Zero - Starting Life in Another World, caricata a partire dal 2012 e acquistata da MF Bunko J, e Mahōka kōkō no rettōsei, caricata tra il 2008 e il 2011 prima di essere stata acquistata da Dengeki Bunko.
L'etichetta di light novel Monster Bunko appartenente a Futabasha è stata fondata il 30 luglio 2014 proprio per la pubblicazione di serie provenienti dal sito.

## Opere pubblicate
- 0 Saiji Start Dash Monogatari (2019–2021) di Umika - acquistata da Shusuisha
- Akuyaku Reijou Level 99: Watashi wa Ura Boss desu ga Maou de wa arimasen (2018–in corso) di Satori Tanabata - acquistata da Fujimi Shobō
- Alya Sometimes Hides Her Feelings in Russian (2020) di SunSunSun - acquistata da Kadokawa Shoten
- Arifureta - Il più forte del mondo con un mestiere comune (2013–in corso) di Ryō Shirakome - acquistata da Overlap
- Beast Tamer (2018–in corso) di Suzu Miyama - acquistata da Kōdansha
- Berserk of Gluttony (2017–in corso) di Ichika Isshiki - acquistata da Micro Magazine
- BOFURI (2016–in corso) di Yuumikan - acquistata da Fujimi Shobō
- Boukensha ni Naritai to Miyako ni Deteitta Musume ga S Rank ni Natteta (2017–2020) di Mojikakiya - acquistata da Earth Star Entertainment
- By the Grace of the Gods (2017–in corso) di Roy - acquistata da Hobby Japan
- Campfire Cooking in Another World with My Absurd Skill (2016–in corso) di Ren Eguchi - acquistata da Overlap
- Cheat Kusushi no Slow Life: Isekai ni Tsukurou Drugstore (2016–2020) di Kennoji - acquistata da Linda Publishers (precedentemente) e Hifumi Shobō
- Chichi wa Eiyū, Haha wa Seirei, Musume no Watashi wa Tenseisha (2016–2020) di Matsuura - acquistata da Overlap
- Come sopravvivere nell'era Sengoku (2013–in corso) di Kyōchikutō - acquistata da Earth Star Entertainment
- Death March to the Parallel World Rhapsody (2013–in corso) di Hiro Ainana - acquistata da Fujimi Shobō
- Fantasy Farm - Avevo coltivato solo le mie abilità legate all'agricoltura, ma sono comunque diventato più forte (2016–2018) di Shobonnu - acquistata da Futabasha
- Genjitsu Shugi Yuusha no Oukoku Saikenki (2014–2016, passata a Pixiv) di Dojyomaru - acquistata da Overlap
- Hachinan-tte Sore wa nai Deshou! (2013–2017) di Y.A. - acquistata da Media Factory
- I Was Reincarnated as the 7th Prince so I Can Take My Time Perfecting My Magical Ability (2019–in corso) di Kenkyo na Circle - acquistata da Kōdansha
- I'm in Love with the Villainess (2018–2021) di Inori - acquistata da Aichu Publishing e Ichijinsha
- I'm the Evil Lord of an Intergalactic Empire! (2018-in corso) di Yomu Mishima - acquistata da Overlap
- Ichioku-nen button wo rendashita ore wa, kizuitara saikyō ni natteita - rakudai kenshi no gakuin musō (2019–in corso) di Shuichi Tsukishima - acquistata da Fujimi Shobō
- Il giovane sognatore è un realista (2020–in corso) di Okemaru e Saba Mizore - acquistata da Hobby Japan
- Il mio matrimonio felice (2019–in corso) di Akumi Agitogi - acquistata da Fujimi Shobō
- Il monologo della speziale (2011–in corso) di Natsu Hyūga - acquistata da Shufunotomo
- In Another World with My Smartphone (2013–in corso) di Patora Fuyuhara - acquistata da Hobby Japan
- In the Land of Leadale (2019–in corso) di Ceez e Tenmaso - acquistata da Enterbrain
- Infinite Dendrogram (2015–in corso) di Sakon Kaidō - acquistata da Hobby Japan
- Instant Death - La mia abilità di morte istantanea è così spropositatamente potente che nessuno in quest'altro mondo ha alcuna possibilità di contrastarmi? (2016–2023) di Tsuyoshi Fujitaka - acquistata da Earth Star Entertainment
- Isekai Cheat Magician (2012–in corso) di Takeru Uchida - acquistata da Shufunotomo
- Isekai de mofumofu nadenade suru tame ni ganbattemasu (2020–in corso) di Himawari - acquistata da Futabasha
- Isekai Farming - Vita contadina in un altro mondo (2016–in corso) di Kinosuke Naito - acquistata da Enterbrain
- Isekai izakaya "Nobu" (2012–in corso) di Natsuya Semikawa - acquistata da Takarajimasha
- Isekai mokushiroku mynoghra: hametsu no bunmei de hajimeru sekai seifuku (2017–in corso) di Fefu Kazuno - acquistata da Micro Magazine
- Isekai shōkan wa nidome desu (2015–2016) di Kazuha Kishimoto - acquistata da Futabasha
- Ishura (2017–in corso, anche su Kakuyomu) di Keiso - acquistata da ASCII Media Works
- Jitsu wa ore, saikyō deshita? (2018–in corso) di Sai Sumimori - acquistata da Kōdansha
- Kaiko sareta ankoku heishi (30-dai) no slow na second life (2018–2020) di Rokujūyon Okazawa - acquistata da Kōdansha
- Katainaka no ossan, ken hijiri ni naru tada no inaka no kenjutsu shihan datta noni, taiseishita deshitachi ga ore o hanattekurenai ken (2012–in corso) di Shigeru Sagazaki - acquistata da Square Enix
- Kenja no mago (2015–2022) di Tsuyoshi Yoshioka - acquistata da Enterbrain
- Knight's & Magic (2010–in corso) di Hisago Amazake-no - acquistata da Shufunotomo
- Konosuba! - This Wonderful World (2012–2013) di Natsume Akatsuki - acquistata da Kadokawa Shoten
- Kuma Kuma Kuma Bear (2014–in corso) di Kumanano - acquistata da Shufu to Seikatsu Sha
- L'harem alla fine dei mondi (2011–2019) di Shachi Sogano - acquistata da Shufunotomo
- La principessa bibliofila (2015–2022) di Yui - acquistata da Ichijinsha
- Lisielotte la perfida tsundere e la cronaca in diretta di Endo e Kobayashi (2018) di Suzu Enoshima - acquistata da Fujimi Shobō
- Log Horizon (2011–in corso) di Mamare Tōno - acquistata da Enterbrain
- Loner Life in Another World (2016–in corso) di Shoji Goji - acquistata da Overlap
- Rūpu 7-kai-me no akuyaku reijō wa, moto tekikoku de jiyū kimamana hanayome seikatsu o mankitsu suru (2020–in corso) di Touko Amekawa - acquistata da Overlap
- LV 2 kara chītodatta moto yūsha kōho no mattari i sekai raifu (2016–2019) di Miya Kinojo - acquistata da Overlap
- Demon Lord, Retry! (2016–in corso) di Kurone Kanzaki - acquistata da Futabasha
- The Strongest Magician in the Demon Lord's Army was a Human (2016–in corso) di Ryousuke Hata - acquistata da Futabasha
- Mi sono reincarnato in uno slime (2013–2014) di Fuse - acquistata da Micro Magazine
- A Nobody's Way Up to an Exploration Hero (2019–in corso) di Kaitō - acquistata da Hobby Japan
- Mushoku Tensei (2012–2015) di Rifujin na Magonote - acquistata da Media Factory
- My Next Life as a Villainess: All Routes Lead to Doom! (2014–2015) di Satoru Yamaguchi - acquistata da Ichijinsha
- My Unique Skill Makes Me OP Even at Level 1 (2017–2020) di Nazuna Miki - acquistata da Kōdansha
- Ningen fushin: Adventurers Who Don't Believe in Humanity Will Save the World (2019–in corso) - acquistata da Media Factory
- The Unwanted Undead Adventurer (2016–in corso) di Yū Okano - acquistata da Overlap
- Sweet Reincarnation (2015–in corso) di Nozomu Koryu - acquistata da TO Books
- Overlord (2010–2012) di Kugane Maruyama - acquistata da Enterbrain
- Parallel World Pharmacy (2015–in corso) di Liz Takayama - acquistata da Media Factory
- I Shall Survive Using Potions! (2015–in corso) di FUNA - acquistata da Kōdansha
- Reborn as a Vending Machine, I Now Wander the Dungeon (2016) di Hirukuma - acquistata da Kadokawa Shoten
- Reborn to Master the Blade: From Hero-King to Extraordinary Squire (2019–in corso) di Hayaken - acquistata da Hobby Japan
- Rebuild World (2017–in corso, anche su Kakuyomu) di Nahuse - acquistata da ASCII Media Works
- Restaurant to Another World (2013–in corso) di Junpei Inuzuka - acquistata da Shufunotomo
- Re:Monster (2011–2018) di Kogitsune Kanekiru - acquistata da AlphaPolis
- Re:Zero - Starting Life in Another World (2012–in corso) di Tappei Nagatsuki - acquistata da Media Factory
- Sasaki to Pi-chan: Isekai de Slow Life o Tanoshi Mou Toshitara (2018–in corso, anche su Kakuyomu) di Buncololi - acquistata da Media Factory
- Saving 80,000 Gold in Another World for My Retirement (2017–in corso) di FUNA - acquistata da Kōdansha
- Good Bye, Dragon Life (2013–2016) di Hiroaki Nagashima - acquistata da AlphaPolis
- The Great Cleric (2015–2022) di Broccoli Lion - acquistata da Micro Magazine
- Seijo no maryoku wa ban'nōdesu (2016–in corso) di Yuka Tachibana - acquistata da Fujimi Shobō
- Shangri-La Frontier (2017–in corso) di Katarina
- The Greatest Demon Lord is Reborn as a Typical Nobody (2017–2022) di Myōjin Katō - acquistata da Fujimi Shobō
- The Strongest Sage With the Weakest Crest (2016–2020) di Shinkoshoto - acquistata da SB Creative
- Shin no nakama janaito yūsha no pātī o oidasa retanode, henkyō de surōraifu suru koto ni shimashita (2017–in corso) di Zappon - acquistata da Kadokawa Shoten
- The Fruit of Evolution: Before I Knew It, My Life Had It Made (2014–in corso) di Miku - acquistata da Futabasha
- The Ossan Newbie Adventurer, Trained to Death by the Most Powerful Party, Became Invincible (2018–in corso, anche su Kakuyomu) di Kiraku Kishima - acquistata da Hobby Japan
- Hakuton kizokudesuga zense no kioku ga haetanode hiyokona otōto sodatemasu (2018–in corso) di Yashiro - acquistata da TO Books
- Skeleton Knight in Another World (2014–2018) di Ennki Hakari - acquistata da Overlap
- I've Been Killing Slimes for 300 Years and Maxed Out My Level (2016–2021) di Kisetsu Morita - acquistata da SB Creative
- So I'm a Spider, So What? (2015–2022) di Okina Baba - acquistata da Fujimi Shobō
- Tenken - Reincarnato in una spada (2015–in corso) di Yuu Tanaka - acquistata da Micro Magazine
- Tensei kenja no i sekai raifu - daini no shokugyō o ete, sekai saikyō ni narimashita - (2017–2020) di Shinkoshoto - acquistata da SB Creative
- As a Reincarnated Aristocrat, I'll Use My Appraisal Skill to Rise in the World (2019–in corso) di Miraijin A - acquistata da Kōdansha
- The Aristocrat’s Otherworldly Adventure: Serving Gods Who Go Too Far (2016–in corso) di Yashu - acquistata da Hifumi Shobō
- The Angel Next Door Spoils Me Rotten (2018–in corso) di Saekisan - acquistata da SB Creative
- The Eminence in Shadow (2018–in corso) di Daisuke Aizawa - acquistata da Enterbrain
- The Faraway Paladin (2015–in corso) di Kanata Yanagino - acquistata da Overlap
- The Hidden Dungeon Only I Can Enter (2017–2021) di Meguru Seto - acquistata da Kodansha
- The Iceblade Sorcerer Shall Rule the World (2019–in corso) di Nana Mikoshiba - acquistata da Kodansha
- The Irregular at Magic High School (2008–2011) di Tsutomu Satō - acquistata da ASCII Media Works
- The Magical Revolution of the Reincarnated Princess and the Genius Young Lady (2019–2021) di Piero Karasu - acquistata da Fujimi Shobō
- The Misfit of Demon King Academy (2017–in corso) di Shu - acquistata da ASCII Media Works
- The New Gate (2013–2016) di Shinogi Kazanami - acquistata da AlphaPolis
- The Reincarnation of the Strongest Exorcist in Another World (2018–in corso) di Kiichi Kosuzu - acquistata da Futabasha
- The Rising of the Shield Hero (2012–2015) di Aneko Yusagi - acquistata da Media Factory
- The Strongest Tank's Labyrinth Raids (2018–2021) di Ryūta Kijima - acquistata da Shufunotomo
- The World's Finest Assassin Gets Reincarnated in Another World as an Aristocrat (2019–in corso)  di Rui Tsukiyo - acquistata da Kadokawa Shoten
- The Wrong Way to Use Healing Magic (2014–in corso)  di Kurokata - acquistata da Media Factory
- Tokidoki Bosotto Roshiago de Dereru Tonari no Ārya-san (2020) di SunSunSun - acquistata da Kōdansha
- Trapped in a Dating Sim: The World of Otome Games Is Tough for Mobs (2017-2019) di Yomu Mishima - acquistata da Fujimi Shobō
- Tsukimichi -Moonlit Fantasy- (2012–2016) di Kei Azumi - acquistata da AlphaPolis
- Tsuyokute nyūsāga (2012–2018) di Masayuki Abe - acquistata da AlphaPolis
- Unnamed Memory (2012–in corso) di Kuji Furumiya - acquistata da ASCII Media Works
- Uso Parry su ogni cosa - il più forte del mondo non capisce di esserlo e vuole diventare un avventuriero - (2019–in corso) di Nabeshiki - acquistata da Earth Star Entertainment
- Didn't I Say to Make My Abilities Average in the Next Life?! (2016–in corso) di FUNA - acquistata da Earth Star Entertainment
- Wortenia senki (2009–in corso) di Ryota Hori - acquistata da Hobby Japan